# Francisco de Médici

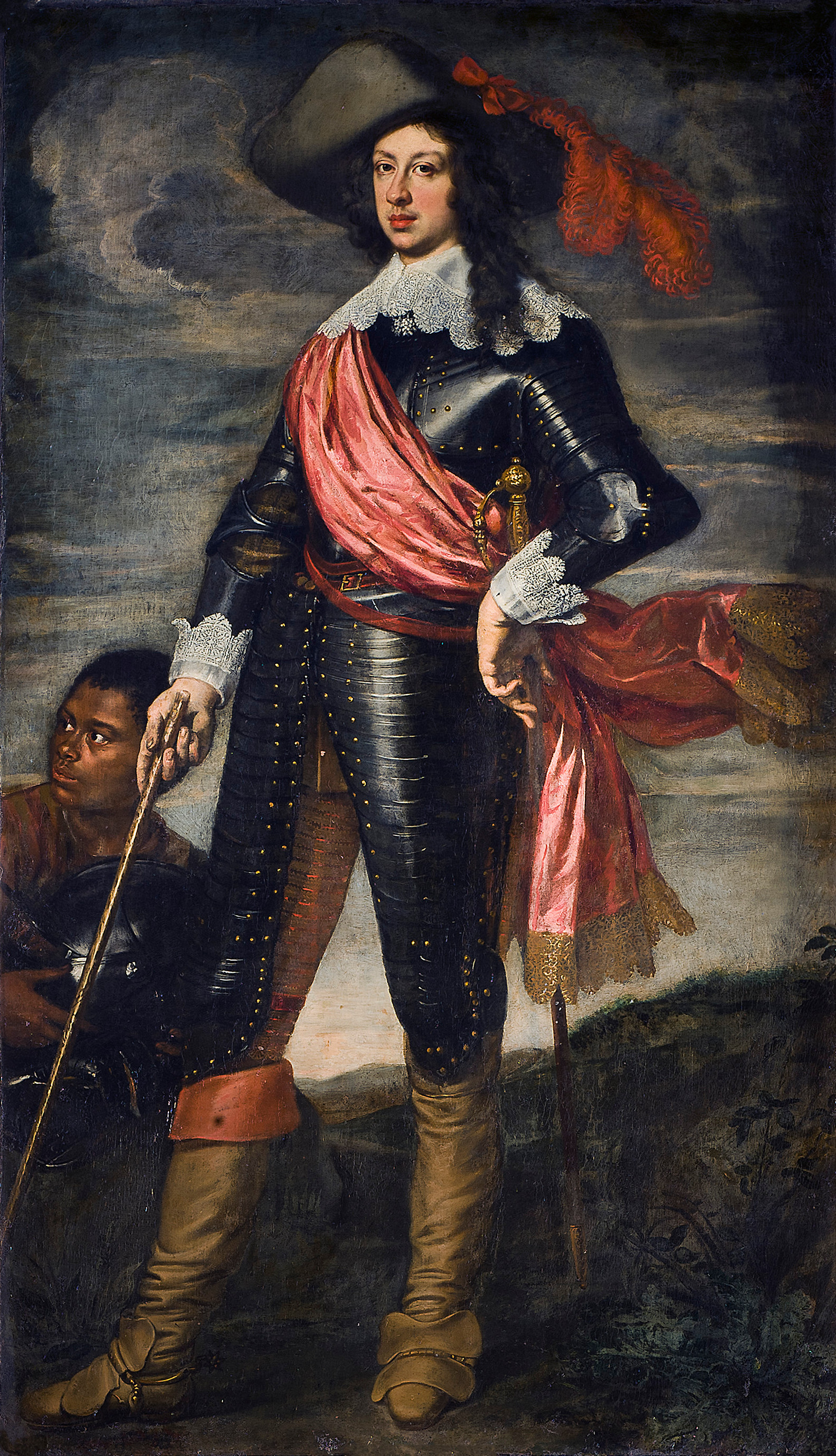
Francisco de Médici.

Francisco de Cosme de Médici (Florencia, 16 de octubre de 1614-Ratisbona, 25 de julio de 1634) fue el sexto hijo del gran duque de Toscana, Cosme II de Médici, y de María Magdalena de Austria.

## Biografía
Poco se sabe de su vida. Creció junto a sus hermanos, Matías y el futuro gran duque Fernando II.
Destinado a la carrera militar, en 1631 se dirigió junto con su madre y su hermano Matías a Austria, volviendo en 1632. Combatió en la famosa batalla de Lützen y en 1634 fue reprochado por carta fechada en 10 de junio por su hermano, el gran duque Fernando II de Médici, por haber desertado junto a su hermano Matías de una batalla. Murió, quizás de peste, durante el asedio de Ratisbona en 1634.